# Linda Ann Martin
Linda Ann Martin (Deal, 12 giugno 1954) è un'ex schermitrice britannica, vincitrice di una medaglia di bronzo ai campionati europei di scherma.